# Adi Utarini
Adi Utarini est une chercheuse indonésienne en santé publique travaillant sur le contrôle épidémique de la dengue. Elle est professeure de santé publique au Département de santé et gestion des politiques de l'Université Gadjah Mada de Yogyakarta. En 2020, elle est sélectionnée parmi les Nature's 10 pour avoir appliqué pour la première fois l'Essai randomisé contrôlé à une technique de prévention de la Dengue utilisant des moustiques porteurs de la bactérie Wolbachia . En 2021, elle a été sélectionnée comme l'une des 100 personnes les plus influentes de 2021 par TIME.

## Jeunesse et éducation
Utarini est née à Yogyakarta le 4 juin 1965. Elle étudie la médecine à l'Université Gadjah Mada de Yogyakarta, en Indonésie,. Après avoir obtenu son diplôme en 1989, elle valide deux maîtrises, l'une à l'UCL Great Ormond Street Institute of Child Health, Royaume-Uni (1994) et l'autre à l'Université d'Umeå, Suède (1997). Elle reste à Umeå pour ses recherches doctorales, où elle travaille sur un programme de lutte contre le paludisme dans le centre de Java. Elle achève son doctorat en 2002.

## Recherche et carrière
Utarini travaille principalement dans la lutte contre les maladies et la qualité des soins de santé à l'Université Gadjah Mada de Yogyakarta, en Indonésie. Elle est cheffe de projet du programme mondial contre les moustiques de Yogyakarta. Yogyakarta est une ville densément peuplée de près de 400 000 habitants présentant des taux de transmission élevés de la Dengue. En 2018, elle donne une conférence TEDx sur les mesures visant à limiter les montées épidémiques de la maladie dans la ville.
En 2016 à Yogyakarta, Adi Utarini débute en codirection l'essai randomisé contrôlé d'une technique utilisant des moustiques porteurs de Wolbachia pour réduire la propagation de maladies transmises cet insecte, comme la dengue,. En août 2020, elle annonce que la méthode a réduit l’incidence de la dengue de 77 % au cours de l’essai,. La bactérie Wolbachia empêche la transmission de virus portés par les moustiques aux humains. Bien que cette méthode ait été développée dans les années 1990 à l'Université Monash, en Australie, la chercheuse est la première à en mener un essai randomisé contrôlé. Ce travail constitue « la preuve la plus solide à ce jour » de son efficacité. Dans le cadre de l'essai, la ville de Yogyakarta est divisée en 24 groupes : 12 sélectionnés au hasard pour recevoir les moustiques infectés par Wolbachia et le reste pour servir de contrôle. En décembre 2020, les données complètes n'avaient pas été publiées, mais les données ont été levées à l'aveugle en juin 2020 et un résultat préliminaire publié en août, montre une réduction de 77 % des zones où les moustiques modifiés par Wolbachia ont été relâchés par rapport à la zone de contrôle. Les épidémiologistes saluent ce résultat, le qualifiant de d'historique et d'étape importante dans la lutte contre la dengue, maladie infectant près de 400 millions de personnes et causant 25 000 décès par an, et potentiellement d'autres maladies transmises par le moustique,.
Adi Utarini a été recrutée pour ce projet en 2013, ce qui fait d'elle la principale scientifique indonésienne rattachée à ce projet. En plus de coordonner l'essai, elle joue un rôle important dans l'obtention de l'approbation réglementaire de plusieurs ministères gouvernementaux. Tout au long de la validation du projet, Adi Utarini doit gagner le soutien de la communauté locale, ce qu'elle obtient en invitant la population menant une campagne de sensibilisation ludique auprès de la population : fresques murales, courts métrages et des rencontres en face-à-face ; l'empressement de la communauté à participer a été l'un des aspects réussis de l'essai.
Entre 2015 et 2017, elle travaille au Conseil de recherche du ministère indonésien de la Recherche et de la Technologie. En 2020, Utarini est sélectionné parmi les 10 Nature pour avoir été pionnière dans les essais sur les moustiques Wolbachia.
Le 13 octobre 2021, elle est nommée membre du comité directeur de BRIN par Joko Widodo.

## Publications
- (en) Wardhani, Utarini, van Dijk et Post, « Determinants of quality management systems implementation in hospitals », Health Policy, vol. 89, no 3,‎ 1er mars 2009, p. 239–251 (ISSN 0168-8510, PMID 18752866, DOI 10.1016/j.healthpol.2008.06.008, hdl 11370/20c43e00-dc21-4553-885e-ca55575b180e, lire en ligne)
- (en) Claramita, Utarini, Soebono et Van Dalen, « Doctor–patient communication in a Southeast Asian setting: the conflict between ideal and reality », Advances in Health Sciences Education, vol. 16, no 1,‎ 1er mars 2011, p. 69–80 (ISSN 1573-1677, PMID 20658353, PMCID 3074074, DOI 10.1007/s10459-010-9242-7)
- (en) Tantowijoyo, Andari, Arguni et Budiwati, « Stable establishment of wMel Wolbachia in Aedes aegypti populations in Yogyakarta, Indonesia », PLOS Neglected Tropical Diseases, vol. 14, no 4,‎ 17 avril 2020, e0008157 (ISSN 1935-2735, PMID 32302295, PMCID 7190183, DOI 10.1371/journal.pntd.0008157)